# 幸運薛達
幸運薛達（Fortuna Sittard）是一個位於荷蘭锡塔德的球隊。參加荷兰足球甲级联赛，目前的主場是幸運薛達體育場(可以客納12,500觀眾)。現球隊是在1968年7月1日由前球會「幸運54」和「斯塔德」合併而成的。隊名中Fortuna在荷蘭語中意為「財富」，也有「幸運」的意味。

## 簡介
「幸運54」是一支成功的球隊，在1956/1957球季勝出荷蘭盃，同時在荷蘭足球甲級聯賽奪得亞軍，僅次於阿贾克斯。而「斯塔德」就是一隊長期要護級的球隊。「幸運54」在1964再度奪得荷蘭盃，兩隊球隊是因為財困而合併的。在2009年5月19日，皇家荷蘭足球協會宣佈會在下賽季不准幸運斯塔德比賽。
長期在荷乙的積弱的幸運薛達，卻突然在2016/17球季戰績起飛，更在2017/18球季取得亞軍，幸運的是，由於冠軍的阿積士青年隊不能升班，幸運薛達取得直接升班資格而重返荷甲。並簽入多名荷甲、比甲等的球員以增強競爭力。

## 球隊榮譽
- 荷蘭盃
  - 冠軍: 1957, 1966
  - 亞軍: 1984, 1999

- 荷蘭足球乙級聯賽
  - 冠軍: 1959, 1964, 1966, 1995

- 升班到 荷蘭足球甲級聯賽
  - 升班: 1982, 2018

## 球員
- 爱德华·米许（Édouard Michut）